# Sandra Auffarth
Sandra Auffarth (n. 27 decembrie 1986, Delmenhorst, Republica Federală Germania) este o sportivă germană, medaliată olimpică. A participat la 3 ediții ale Jocurilor Olimpice (2012, 2016, 2020) în care a câștigat o medalie de aur și o medalie de bronz.